# Марко, Франсиско
Франси́ско Ма́рко (исп. Francisco Marco; род. 27 июня 2003, Санта-Фе) — аргентинский футболист, защитник клуба «Дефенса и Хустисия».

## Клубная карьера
Марко — воспитанник клуба «Дефенса и Хустисия». 27 августа 2022 года в матче против «Банфилд» он дебютировал в аргентинской Примере.

## Международная карьера
В 2023 году в составе молодёжной сборной Аргентины Марко принял участие в молодёжном чемпионате Южной Америки в Колумбии. На турнире он сыграл в матче против сборной Перу.